# 卡姆图尔
卡姆图尔（法語：Cametours，法語發音：[kamtuʁ]）是法国芒什省的一个市镇，属于库唐斯区。

## 地理
卡姆图尔（49°4'6"N, 1°16'49"W）面积7.22 平方千米，位于法国诺曼底大区芒什省，该省份为法国西北部沿海省份，西、北、东北三面环大西洋，东起顺时针与卡爾瓦多斯省、奧恩省、马耶讷省和伊勒-维莱讷省接壤。
与卡姆图尔接壤的市镇（或旧市镇、城区）包括：勒洛雷、卡朗蒂伊、瑟里西拉萨勒、马里尼勒洛宗、蒙潘雄、萨维尼。

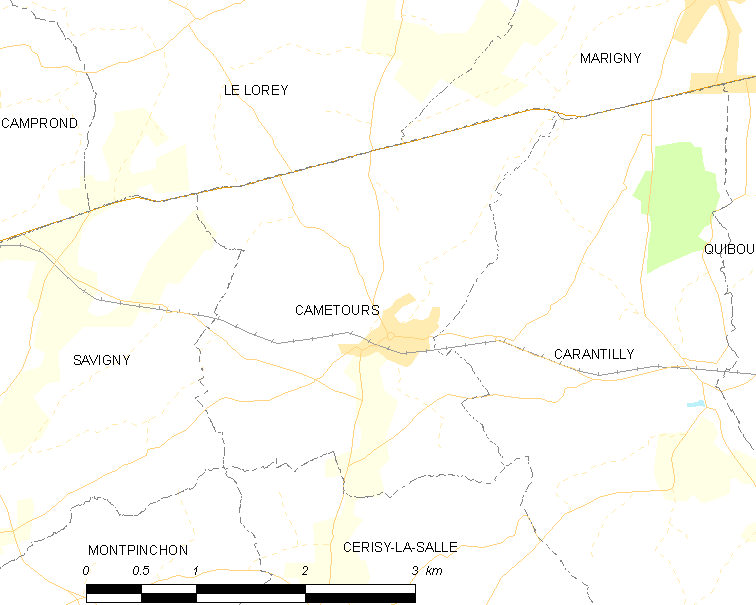
卡姆图尔的OSM定位图

卡姆图尔的时区为UTC+01:00、UTC+02:00（夏令时）。

## 行政
卡姆图尔的邮政编码为50570，INSEE市镇编码为50093。

## 政治
卡姆图尔所属的省级选区为谢讷河畔凯特勒维尔县。

## 人口

1962-2008年间卡姆图尔人口变化图示

卡姆图尔于2022年1月1日时的人口数量为435人。